# Дружиловичі
Дружиловичі (біл. Дружылавічы) — агромістечко в Білорусі, в Іванівському районі Берестейської області. Орган місцевого самоврядування — Лясковицька сільська рада.

## Географія
Розташоване за 10 км на північ від залізничної станції Янів-Поліський.

## Історія
Вперше згадується 1452 року. Належало пинським князям, згодом Достоєвським, Ордам, Гедройцям.
У 1921 році село входило до складу гміни Дружиловичі Дорогичинського повіту Поліського воєводства Польської Республіки.

## Населення
За переписом населення Білорусі 2009 року чисельність населення села становила 501 особа.
Станом на 10 вересня 1921 року в селі налічувалося 90 будинків та 475 мешканців, з них:
- 231 чоловік та 244 жінки;
- 445 православних, 12 римо-католиків, 18 юдеїв;
- 455 українців (русинів), 12 поляків, 8 білорусів.

## Культура
Пам'яткою архітектури села є Миколаївська церква.